# Therefore I Am
Therefore I Am is een single van de Amerikaanse zangeres Billie Eilish. Het werd uitgebracht op het label Darkroom en Interscope Records op 12 november 2020. Het zal op Eilish' tweede studioalbum Happier than Ever staan. Het nummer is geschreven door Eilish en haar broer Finneas O'Connell die ook verantwoordelijk was voor de productie. Op 14 september 2020 tijdens een live Instagram-sessie, onthulde Eilish dat ze het nummer en de daarbij horende videoclip zou uitbrengen.
"Therefore I Am" is een uptempo- en donkere poptrack. Tekst betreffend zingt Eilish over het niet kunnen schelen wat mensen van haar denken. Op dezelfde dag werd een videoclip uitgebracht waarin Eilish verschillende soorten voedsel en dranken eet en drinkt in een leeg winkelcentrum. De video is opgenomen met een iPhone en geregisseerd door haarzelf en beschikbaar gesteld via haar YouTube-kanaal. Op 21 november 2020 verscheen "Therefore I Am" in de Nederlandse Top 40, Nederlandse Single Top 100 en Vlaamse Ultratop 50. Op 22 november 2020 werd het nummer voor het eerst live uitgevoerd tijdens de American Music Awards van 2020.